# Ajeya Bharat
Ajeya Bharat és un partit transnacional fundat el 1992 sobre "els principis de la Meditació Transcendental", les lleis de la naturalesa i la seva aplicació a tots els nivells de govern. En el seu moment àlgid, va estar actiu en fins a 74 països; continua a l'Índia i a nivell estatal als Estats Units. El partit defineix la "llei natural" com la intel·ligència organitzadora que governa l'univers natural. El Partit de la Llei Natural defensa l'ús de la tècnica de Meditació Transcendental i el programa TM-Sidhi com a eines per animar la llei natural i reduir o eliminar els problemes de la societat.
Entre els candidats destacats hi havia John Hagelin com a president dels Estats Units i Doug Henning com a representant de Rosedale, Toronto, Canadà. George Harrison va fer un concert benèfic en suport de la festa el 1992. L'èxit electoral va ser aconseguit pel Partit Ajeya Bharat a l'Índia, que va escollir un legislador per a l'assemblea estatal, i el PNL croat, que va escollir un membre de la seva assemblea regional el 1993. L'any 2002, als EUA, es va informar que la seva organització rivalitzava amb la d'altres "tercers establerts", però la majoria dels capítols del partit s'han dissolt des de llavors.